# Лесли Даунър
Лесли Даунър (на английски: Lesley Downer) е английска журналистка, университетски преподавател и писателка на произведения в жанра исторически роман, чието действие се развива в Япония, на драма и документалистика.

## Биография и творчество
Лесли Даунър е родена на 9 май 1949 г. в Лондон, Англия. Майка ѝ е китайка, а баща ѝ е преподавател по китайски, и тя израства в къща, пълна с книги за Азия.
След дипломирането си работи като журналист и пътешественик. Пише пътеписи, главно за „Independent“ и „Telegraph“.
За първи път заминава за Япония през 1978 г. и живее там периодично повече от петнадесет години. Изучава и говори японски език. Тя е очарована от страната, историята, хората и културата ѝ, и това я вдъхновява да пише за нея.
Първата ѝ книга „Step by Step Japanese Cookery“ от 1985 г. стартира поредица за японската кухня. В книгата си „On the Narrow Road to the Deep North“ от 1989 г. проследява стъпките на японския поет Мацуо Башо.
В периода 1991 – 2001 г. е сътрудник на страницата за изкуствата и свободното време на „Уолстрийт джърнъл“.
За книгата си „Гейша: Тайната история на един изчезващ свят“ от 2000 г., тя прекарва шест месеца, живееща сред гейшите и споделя живота им. Книгата описва истории за гейшите от миналото и на някои от съвременните гейши, с които се сприятелява. В книгата си „Мадам Садаяко“ от 2003 г. описва историята на гейшата, която с историята си става прототип на Пучини за операта „Мадам Бътерфлай“.
Първият ѝ роман „Куртизанката и самураят“ от поредицата „Шогун“ е издаден през 2010 г. В поредицата от четири ктиги представя неразказани истории за жени, базирани на подробни изследвания, които се развиват на фона на бурните петнадесет години през XIX век, когато Япония е объркана от гражданската война и властта от шогуните се трансформира в общество, гледащо на запад.
Преподава творческо писане на документални книги в Градския университет на Лондон. Работи и като консултант по историята и културата на Япония, експерт по гейшите.
Омъжена е за Артър И. Милър, професор по история и философия на науката в Университетски колеж Лондон.
Лесли Даунър живее със семейството си в Лондон и редовно пътува до Токио.

## Произведения

### Самостоятелни романи
- Across A Bridge Of Dreams (2012)

### Серия „Шогун“ (Shogun Quartet)
подредбата е по хронологичен ред на сюжета
1. The Shogun's Queen (2016)
2. The Last Concubine (2008)
Последната наложница, изд.: ИК „Прозорец“, София (2008), прев. Людмила Верих
3. The Courtesan and the Samurai (2010)
Куртизанката и самураят, изд.: ИК „Прозорец“, София (2013), прев. Йолина Миланова
4. The Samurai's Daughter (2013)

### Новели
- A Geisha for the American Consul (2012)

### Документалистика
- Step by Step Japanese Cookery (1985) – с Минору Йонеда
- Japanese Vegetarian Cookery (1986)
- Japanese Food and Drink (1987)
- On the Narrow Road to the Deep North (1989)
- Japan (1989)
- A Taste of Japan (1991)
- The Brothers (1994)
- At the Japanese Table (1996)
- Geisha (2000)
- Women of the Pleasure Quarters (2001)
- Madame Sadayakko (2003)
- My Mindful Kitchen (2019)
- Zen Vegan (2020)